# Осада Полоцка (1563)
Осада Полоцка (31 января — 15 февраля 1563 года) осуществлена войсками Русского государства в ходе Ливонской войны 1558—1583 года с Великим княжеством Литовским, завершилась капитуляцией города. Поход на Полоцк был одним из крупнейших заграничных походов русской армии в XVI веке.

## Предпосылки
В 1560 г. завершился первый этап Ливонской войны — время побед войск Русского царства. С этого времени начала осложняться международная обстановка в Балтийском регионе. Острова в Рижском заливе были куплены у епископа эзельского Данией. В 1561 году Ревель присягнул на верность королю Швеции Эрику XIV и в то же время земли Ливонии, ещё не занятые войсками Русского царства, перешли под протекторат Великого княжества Литовского. В 1561 году началась русско-литовская война. Кампании 1561 и 1562 годов не принесли решающего успеха ни одной из сторон — победы русских войск под Перновом и Тарвастом были уравновешены тактической неудачей в бою под Невелем.
Попытка сватовства Ивана IV к Екатерине Ягеллонке, сестре великого князя литовского Сигизмунда Августа, окончилась неудачей — в 1562 году Екатерина Ягеллонка вышла замуж за Юхана, герцога Финляндского, брата Эрика XIV. Неудача была неприятной для Ивана IV, так как он считал происхождение шведских королей низкородным. Всё это лишь углубило взаимные противоречия между Великим княжеством Литовским, Швецией и Русским государством.
Проведённые в начале 1562 года русско-литовские переговоры к заключению перемирия не привели. Более того, Сигизмунд Август вёл переговоры с крымским ханом Девлетом I Гиреем, чтобы тот осенью-зимой 1562 года вторгся в земли Русского царства. Всем этим реализация русских претензий на Ливонию была поставлена под сомнение. Разрешить все противоречия и неопределённость в вопросе принадлежности Ливонии мог решающий военный успех.
Выбор Полоцка, как объекта решающего удара, вполне очевиден. Полоцк в XVI веке был крупнейшим и богатейшим городом Великого княжества Литовского, здесь русская армия могла рассчитывать на огромную добычу. Кроме того, взятие Полоцка давало целый ряд тактических преимуществ. Полоцк нависал над южным флангом группировки русских войск в Ливонии и создавал угрозу отсечения их от внутренних районов Русского государства. При установлении контроля над Полоцком и течением Западной Двины Русское государство получило бы возможность для прямого сообщения с Ливонией из Смоленска по удобному речному пути. Потеря Полоцка Великим княжеством Литовским создавала непосредственную опасность для Вильны. Помимо военно-стратегической составляющей, Полоцкая земля, наряду с Киевом, издревле считалась Рюриковичами одной из своих главных вотчин, отторгнутых Литвой.
Полоцкий поход был официально мотивирован «многими неправды и неисправления» Сигизмунда Августа и беспокойством Ивана IV «о святых иконах и о святых храмех свяшеных, иже безбожная Литва поклонение святых икон отвергше, святые иконы пощепали и многая ругания святым иконам учинили, и церкви разорили и пожгли, и крестьянскую веру и закон оставльше и поправше, и Люторство восприашя». Иван IV любил облекать свои политические и военные акции в форму священной войны против врагов веры и церкви. В поход Иван IV взял из своей казны полоцкую святыню, крест св. Евфросинии Полоцкой, вернув его на место первоначально вклада, в Спасский монастырь.

## Подготовка и начало кампании
Подготовка к походу на Полоцк началась в сентябре 1562 года. 30 ноября основная группировка русских войск во главе с Иваном IV вышла из Москвы и 4 декабря прибыла в Можайск, откуда были отданы последние распоряжение войскам двигавшимся из разных городов. Общий сбор войск был назначен на 5 января 1563 г. в Великих Луках, что с точностью было выполнено и свидетельствует о блестящей подготовке кампании. В Великих Луках завершено формирование полков, всего сформировано семь, и 9 января началось выдвижение русской армии к Полоцку, полки выходили с интервалом в один день, чтобы не было «воинским людем истомы и затору». В летописях указывается численность 280 000 ратников, 80 900 обозных людей и 200 пушек, но эти данные сильно преувеличены. Однако общая документально зафиксированная численность войск, включая «царев полк», составляла 31 206 чел.(См.: Книга Полоцкого похода 1563 г. СПб., 2004). Армией командовал лично Иван IV. Войскам было приказано не высылать фуражиров, все запасы везлись с собой, в целях сохранения внезапности. Однако в Полоцке вскоре узнали о приближении противника, о чём было сообщено великому гетману литовскому Н. Я. Радзивиллу, великий князь Сигизмунд Август в то время находился в Польше на сейме в Пётрокове. Узнав, что внезапного нападения не получится, Иван IV предложил полоцкому воеводе С. С. Довойне сдать город, однако не получил ответа, более того, пленный, отпущенный в Полоцк с этим посланием, был казнён. 30 января, из последнего походного лагеря в 5 милях от города, Иван IV приезжал смотреть на Полоцк.

## Ход осады
31 января город взят в осаду. Первоначально предполагалось вести наступление на город из Задвинья по льду Зап. Двины, так как окольный город — «Великий Острог» не имел стен со стороны реки, поэтому в Задвинье расположились самые боеспособные части русской армии — государев полк, полк правой руки и передовой полк. С первого дня осады велась двухсторонняя артиллерийская перестрелка, носившая локальный характер. Однако, 3 февраля на Западной Двине изменилась ледовая обстановка и план осады пришлось изменить, государев полк передислоцировался в междуречье р. Полоты и Зап. Двины для ведения наступления уже через укрепления Великого Острога.
На помощь Полоцку от Минска выступила армия Великого княжества Литовского под командованием великого гетмана Н. Я. Радзивилла, численность армии была незначительной, 2500—3500 чел. и 20—25 полевых орудий. Поэтому прямого сражения Радзивилл не планировал, находясь на расстоянии не менее 8 миль от Полоцка, он распускал слухи о многочисленности своей армии, чтобы отвлечь на себя часть сил противника. Это отчасти ему удалось, против него были посланы царевич Ибак с воеводами князем Ю.П. Репниным и князем А.И. Ярославовым, при приближении которых Радзивилл, разбив несколько их разъездов, отступил, они же, не преследуя его, вернулись к Полоцку.
4—5 февраля против городских стен начали сооружать осадные укрепления и устанавливать орудия, до этого русская артиллерия базировалась в основном у монастыря св. Георгия в междуречье Полоты и Западной Двины. 5 февраля русскими войсками была предпринята первая попытка штурма. Стрельцам И. Голохвастова удалось захватить башню над Зап. Двиной, но они были выбиты оттуда, потеряв 30 чел. В этот же день производился первый крупномасштабный артиллерийский обстрел города, который длился до вечера. После этого обстрела осаждённые начали переговоры, чтобы затянуть время и, избавив город от обстрела, дождаться подхода Н. Я. Радзивилла. Переговоры велись в течение 5—8 февраля. Так как С.С. Довойной не были оговорены условия, чтобы на время переговоров были приостановлены осадные работы, русские войска воспользовались этим и в ночь с 5 на 6 февраля установили осадные орудия у самых стен города. Вечером 7 февраля к Полоцку подошла русская тяжёлая артиллерия и Иван IV на переговорах потребовал безоговорочной капитуляции. 8 февраля переговоры были окончательно сорваны, так как кто-то выстрелил в царского посла.

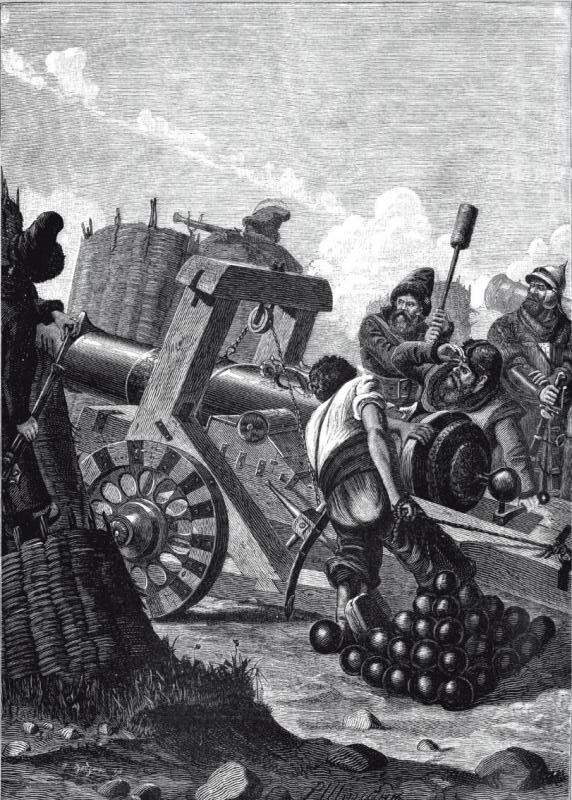
Русское осадное орудие XVI века

8 февраля начался обстрел города тяжёлой артиллерией. Так как орудия были установлены практически вплотную к стенам Великого Острога, они просто разламывали их, пробивая насквозь. В это время был убит ротмистр Голубицкий. 9 февраля С. С. Довойна принял решение, которое считают основной причиной быстрого падения Полоцка, — оставить и сжечь Великий Острог. Ротмистры Варшевский, Верхлинский, Хелмский и молодой магнат Я. Я. Глебович настаивали на продолжении обороны Великого Острога. Я. Я. Глебович предлагал выдать оружие «чёрным людям» — простым жителям окрестностей Полоцка, и самому возглавить их в крупной вылазке против русских войск, чтобы уничтожить осадные орудия. Предложения ротмистров и Я. Я. Глебовича не были приняты, Великий Острог подожжён и оставлен — гарнизону, полоцким горожанам и боярам Полоцкого воеводства пришлось отступить в Полоцкий замок, а 10 000—25 000 «чёрных людей» сдаться в плен. Начался пожар, в котором сгорело 3000 дворов, русские войска пытались ворваться в замок и среди пожара завязался упорный бой, шедший с переменным успехом, пока не подошло подкрепление во главе с Д. Ф. Овчининым и Д. И. Хворостининым, которым удалось оттеснить осаждённых в замок, но не удалось с ходу взять его.
9—10 февраля тяжёлая артиллерия была установлена напротив Полоцкого замка на пожарище Великого Острога, в Задвинье и Заполотье. 10—14 февраля орудия били без перерыва целые сутки. Ядра разбивали замковую стену, достигая противоположной. В ночь с 12 на 13 февраля защитники замка предприняли вылазку всеми силами с целью уничтожения русской артиллерии, однако вылазка не удалась. После непрекращающегося обстрела в течение 13—14 февраля в полоцком замке начался сильный пожар. К тому времени ядрами было разбито 1/5 часть стен замка, а в ночь с 14 на 15 февраля русские стрельцы, подобравшись к стенам, ещё и подожгли их в нескольких местах.
За несколько часов до рассвета 15 февраля русские войска начали подготовку к генеральному штурму, положение защитников замка было безнадёжным. Из города вышел полоцкий епископ Арсений, через него С. С. Довойна просил о переговорах, Иван IV потребовал прибытия для этого самого Довойны. Переговоры шли до вечера 15 февраля и закончились капитуляцией города на условиях сохранения жизни и имущества осаждённых.

В «Разрядной книге 1550—1636 гг.» записано:
«Февраля в 14 день приказал государь бояром, которые у наряду, а велел часы за три до свету в пяти и во шти местех город зажечь где пригоже. И по государеву указу город зажгли во многих местех. И государь велел владыке коломенскому и архимориту и игумену начать молебны и свой государев полк велел устроить. А князю Володимеру Ондреевичю и царю Семиону и царевичем и бояром и воеводам велел полки строити и стать всем около города ополчася. И прислали к государю от наряду бояре князь Василей Серебреной да князь Михайло Репнин, Шафра Фетцова, что города литовские люди кличут и город здают. И после тово прислали к государю Ивана Кабылина и знамя полотцкое прислали, что литовские люди знамя отдали, просят у государя милости, город здают».
После получения известия о сдаче Полоцка Н. Я. Радзивилл со своим корпусом отступил для прикрытия столицы Великого княжества Литовского — Вильны, так как ожидал дальнейшего продвижения русских войск в этом направлении.

## После капитуляции
Иван IV выполнил условия капитуляции Полоцка лишь частично. Польскому гарнизону был обеспечен почётный свободный отход с развёрнутыми знамёнами. Более того, командиры-ротмистры получили богатые дары в виде соболиных шуб, подшитых драгоценными тканями. Такое отношение Ивана IV к полякам объясняется его нежеланием вступления в войну Польши, он планировал вести военные действия только против Великого княжества Литовского.
Репрессии поначалу не коснулись городских жителей православного и католического вероисповедания, хотя, по ходившим в Литве слухам, вошедший в Полоцк отряд служилых татар вырезал попавшихся им под руку монахов-бернардинцев. Некоторые русские летописи, а также Мацей Стрыйковский и его компиляторы сообщают, что еврейскому населению города под страхом смерти было приказано креститься в православие, а несогласившиеся были утоплены в Западной Двине. Так ли это было на самом деле — неизвестно.
Позже некоторая часть горожан, в том числе и высшие литовские сановники, была уведена в Москву в плен. Западноевропейские нарративные источники утверждают, что всего было выведено 50-60 тысяч горожан. За вычетом тех, кто вышел к русским полкам в результате пожара посада и Великого Острога, это подразумевает, что на маленькой территории 8 га Верхнего замка якобы умещались и выжили от 25 до 50 тысяч человек.
Некоторые из пленных были позже обменены на русских пленных или выкуплены Великим княжеством Литовским в 1566 году. С. С. Довойна был обменян на русского пленника в 1567 году, позднее он безуспешно пытался перевезти на родину прах своей жены, умершей в плену. Я. Я. Глебович был освобождён в обмен на обещание склонить на сторону Русского царства магнатов Великого княжества Литовского, за что был обвинён в предательстве, но оправдан великим князем. Епископ Арсений отправлен в Спас-Каменный монастырь у Кубены, вместе с ним в заключении были и некоторые полоцкие магнаты.
По некоторым данным, какая-то часть пленных была продана в рабство, например в Персию. Так о продаже русскими пленных Ливонской войны в мусульманские страны сообщает Генрих Штаден.
Практически сразу после взятия города 15 тысяч татар были направлены для действий по дороге на Вильну. 21 февраля в лагерь царя прибыл посол Великого княжества Литовского для ведения переговоров о перемирии, которое в те же дни было заключено. 27 февраля, оставив в Полоцке гарнизон во главе с Иваном Петровичем Шуйским и князьями Серебряными и отдав распоряжения об укреплении города, Иван IV с основными силами вышел к Москве.

## Последствия

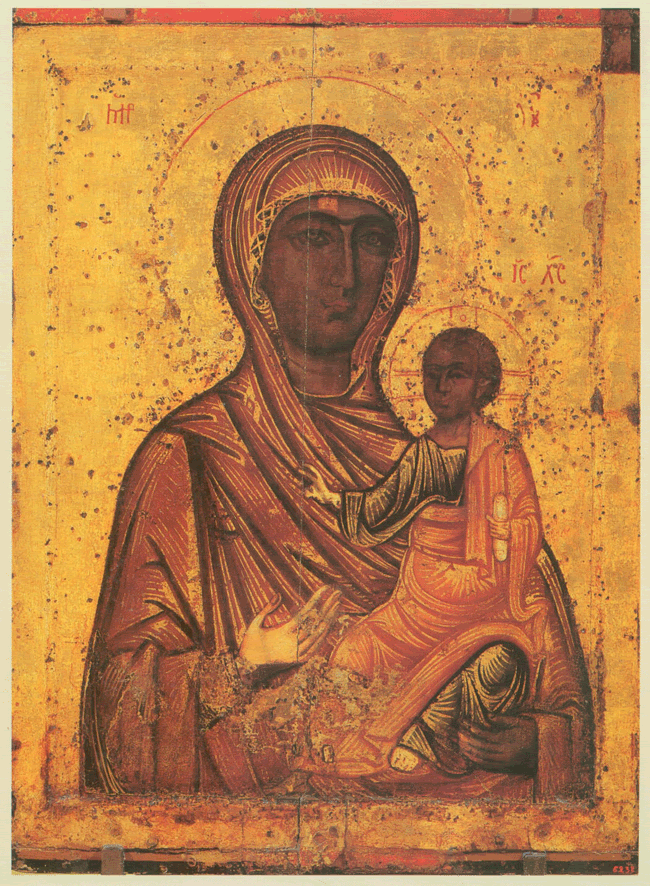
Существует предположение, что после осады из Полоцка в Торопец была вывезена Торопецкая икона Божией Матери

Взятие и разорение города и его окрестностей было крупнейшим событием первого периода Ливонской войны. События полоцкой осады вызвали международный резонанс: в Аугсбурге, Любеке, Нюрнберге, Праге и других городах Европы вышло более десятка информационных листовок, посвящённых событиям в Полоцке. В Священной Римской империи с тревогой наблюдали за успехами Русского царства. Противники империи надеялись на расширение сотрудничества с Русским царством — король Дании Фредерик II поздравил Ивана IV с взятием Полоцка.
В Великом княжестве Литовском и Польском королевстве были потрясены полоцкой катастрофой. Сейм в Пётрокове был прекращён известием о взятии города, великий князь Сигизмунд Август немедля сообщил Н. Я. Радзивиллу о своём возвращении в Великое княжество Литовское для организации обороны и приказал не вступать в прямой бой с русскими войсками (что, впрочем, и не было возможным при наличных силах и без сбора посполитого рушения), а приложить все силы для защиты Вильны. Падение Полоцка можно оценивать как одну из причин заключения Люблинской унии в 1569 году. Вероятно, последствием этих событий был и привилей Сигизмунда Августа от 7 июня 1563 года, в котором он подтверждал равенство прав бояр православного и католического вероисповедания, несмотря на то, что такое равенство было подтверждено ещё в 1430-х годах.
Взятие Полоцка было пиком успехов Русского царства в Ливонской войне, хотя и после этого русские войска одержали ещё несколько побед в Ливонии. Потеря Полоцка, кризисное положение, в котором после этого оказалось Великое княжество Литовское, заставило его мобилизовать ресурсы. В 1564 году литовские войска сумели одержать несколько важных побед над русскими войсками и даже предприняли попытку вернуть Полоцк, однако шестинедельная осада оказалась неудачной. Взять Полоцк удалось лишь Стефану Баторию в 1579 году.
Стремление Русского царства сначала расширить, используя полученные тактические преимущества, свои успехи, а вскоре хотя бы сохранить эти успехи, привело к истощению его материальных и людских ресурсов, вызвало острый социально-экономический кризис, усугублённый поражениями 1571 и 1579—1580 гг. Все это, в конечном итоге, привело к поражению Русского царства в Ливонской войне.